# Reno Caramori
Reno Luiz Caramori (Getúlio Vargas, 20 de janeiro de 1946) é um político brasileiro.
Filho de Antônio Caramori e de Rosa Caramori. Casou com Denise Pressanto Caramori, com quem teve filhos.

## Carreira
Foi deputado à Assembleia Legislativa de Santa Catarina na 12ª legislatura (1991 — 1995), na 13ª legislatura (1995 — 1999), na 14ª legislatura (1999 — 2003), na 15ª legislatura (2003 — 2007) e na 16ª legislatura (2007 — 2011).